# Luigi Libra
Luigi Riccio (in arte Luigi Libra; Napoli, 16 marzo 1975) è un cantautore italiano.

## Biografia
Debutta giovanissimo a soli 15 anni insieme alla band da lui fondata “I sotto la pioggia ” esibendosi in svariate manifestazioni canore in costiera adriatica ed in molteplici eventi locali secondo la consolidata tradizione partenopea.
Nel 1996 partecipa al “Festival dei musicisti emergenti italiani” organizzato dalla CGD Music & Company, vincendo il premio rivelazione con il brano “Amore Maledetto”. Nel 1999 Luigi partecipa alla II edizione del Festival di Napoli in onda in prima serata su Rete 4 con la canzone “Piccerella” classificatasi tra le migliori posizioni della rassegna, brano acclamato dalla stampa e considerato uno dei migliori testi letterari della manifestazione. Nel 2000, alla stessa manifestazione, presenta l'interessante “Succederà“            e la penetrante “Battiti nel cuore” interpretata al festival da Sabrina Canzano.
Notato e apprezzato da Paolo Limiti, entra a far parte nello stesso anno come ospite fisso del popolare programma di RAI 1           “Ci vediamo in tv”, dove interpreta magistralmente canzoni del repertorio classico napoletano e italiano.
Nel 2001, in collaborazione con lo stesso Limiti, incide il brano Ddoje parole, scritto con Gianfranco Caliendo (frontman de Il Giardino dei Semplici), il quale, presentato alla VI edizione del Festival di Napoli, si aggiudica il premio della critica. La canzone diventa poi sigla di chiusura del programma Ci vediamo in tv edizione 2001-2002, nonché singolo di grande successo portato in tour per l'Italia.
Considerato dalla stampa uno dei migliori autori del Mediterraneo, nel 2003 viene premiato al Festival delle Terme di Rapolano nell'ambito della rassegna                                              “Quando le rose appassiscono” di Guido Bocci.
Sempre nello stesso anno Libra viene riconfermato nel cast del programma televisivo “Paolo Limiti Show” in onda in prima serata su Rai 2, dedicato alla musica leggera internazionale e al cinema hollywoodiano degli anni 50-60. L'artista ritorna in tour nel 2004 toccando le maggiori località della penisola.
In una rassegna dedicata alla Black Music, conosce e stringe forti rapporti con l'attore, regista rapper Afro francese Kader Alassane Alasko; la passione per questo genere porta i due a collaborare.
Nel 2006, in collaborazione con Gianfranco Caliendo e Luciano Liguori de Il Giardino dei Semplici, realizza l'album “Ddoje Parole tra Napoli e Marechiaro” edito e prodotto dalla storica etichetta discografica La canzonetta records - distribuito da Self, la produzione artistica e prefazione, sono curate da Paolo Limiti. Il cd racchiude 13 brani classici della cultura partenopea, nonché 7 inediti che vedono l'artista in veste sia di autore, che compositore. Il singolo estratto dall'album è “Voglio turnà a Marechiaro“in duetto con Tiziana Rivale.
Siamo a settembre 2007, quando, dopo 25 anni, torna a Napoli una delle più importanti manifestazioni musico-culturali italiane “La Piedigrotta” che vede tra i protagonisti Libra con il nuovo singolo “Cammina“, un brano dalla grande atmosfera etno-popolare che riscuote ben presto i consensi della critica. Nel novembre 2008, Luigi Libra incide con Peppino di Capri Amare di Meno' (di P. Limiti-U. Balsamo). Il singolo, accompagnato da altri 2 brani, è prodotto da Splash e distribuito da Lucky Planets.
Nel 2010 esce il nuovo lavoro discografico Amarsi un po'     EP di 5 brani prodotto da Sergio Ferraiulo per la Dop Agency su etichetta Universo Multimedia. Nello stesso anno,Libra è ospite in prima serata su Rai 2 nello speciale “Minissima 2010” condotto da Paolo Limiti.
Siamo al 2012 e Libra è sia ideatore che produttore artistico del suo ultimo album dal titolo Luigi Libra Napoli Duets che lo vede duettare con grandi artisti del panorama musicale italiano che hanno in qualche modo segnato la sua carriera artistica. Albano, Peppino Di Capri, Tullio De Piscopo, Audio2, Il Giardino Dei Semplici.
l'artista cubana Alina Izquierdo, solo per citarne alcuni. L'album è un viaggio musicale alla riscoperta con nuovi arrangiamenti dei più grandi successi internazionali della canzone classica napoletana.
Il lavoro comprende anche cinque brani inediti, sempre in lingua, di cui Libra è autore e compositore. Il disco è prodotto ancora una volta dalla casa editrice La Canzonetta'che festeggia i suoi 120 anni di storia editoriale e poi discografica.
Il 2012 segna anche il ritorno di Luigi Libra in televisione nel cast della nuova trasmissione di Paolo Limiti E-state con noi in tv che da luglio a settembre va in onda dal lunedì al venerdì su RAI1.
Sempre nel mese di settembre, nell'ambito del “Premio Fabula 2012” che si tiene a Bellizzi, Libra viene premiato per il CD celebrativo del centenario della nascita de La Canzonetta. motivazione del premio:Il suo ultimo cd-Luigi Libra Napoli Duets-con firme importanti della musica Italiana è un omaggio straordinario alla "Canzone Napoletana".
Il 22 dicembre del 2012 riceve il “Premio speciale Mia Martini 2012”. Motivazione del suddetto premio: Voce nuova della canzone napoletana, attraverso la sua anima rilegge con gusto e modernità le melodie intramontabili dell'immensa tradizione classica. Nel corso della sua carriera ha stretto forti collaborazioni con grandi della musica italiana, privilegiando sempre la qualità e lo spessore artistico. Nel suo nuovo Cd, Napoli Duets, tra classici e canzoni inedite, mette in luce quella “passione napoletana” autentica e ispirata, che colpisce dritto al cuore.
Giugno 2015 esce Luigi Libra Napoli e L'incanto Melodico degli anni '50 Libro/DVD/Cd Graus Editore. Scritto da Serena Albano prefazione Di Paolo Limiti.
Marzo 2016 il sindaco di Napoli Luigi De Magistris in occasione del concerto spettacolo tenutosi al Teatro Mediterraneo di Napoli                              Luigi Libra Napoli e l'incanto melodico degli anni '50 conferisce al cantautore Napoletano la Nomina di Ambasciatore della Canzone Napoletana nel Mondo.
Nel 2017 esce l'album TerraTerra Viva          edito dalla Self Distribuzione, un progetto dedicato alla sua Terra la Regione Campania, un disco di speranza e non di denuncia
Un modo saggio e coerente dice l'Artista di dire non siamo solo "Terra dei fuochi e Gomorra" ma bensì una Terra Viva, popolata da Uomini capaci di fare grandi imprese in un territorio che ha ancora tanto da dire dare e fare.
2019 partono le riprese del Docufilm Terra Viva dove vede protagonista lo stesso Libra in vesti di attore e produttore dell’opera filmica , l’uscita del Docufilm è prevista per l'autunno 2022. La regia è firmata da Nilo Sciarrone, prodotto e ideato da Luigi Libra .
Maggio 2022 in collaborazione sempre con Self distribuzione di Vittorio Lombardoni esce Terra Viva 2.0 album di 12 tracce di cui 5 nuove che vanno a fare da cornice musicale al Docufilm TERRA VIVA.
Settembre 2022 esce SPETTRI edito sempre dalla Self.
Nuovo singolo di Libra, che da subito prende ottimi consensi da parte del pubblico e non solo.
2024 esce il singolo "Liberta'" un brano contro la violenza delle guerre, edito da Self distribuzione . 
Nel giugno 2025 esce il singolo Lara.

## Discografia
- Ddoje parole… tra Napoli e Marechiaro - La Canzonetta (2006)
- Amare di meno - Ep Splash (2007)
- Amarsi un po' - Dop Agency-Universo Multimendia (2010)
- Luigi Libra Napoli Duets - La Canzonetta (2012)
- Luigi Libra Napoli e l'incanto melodico degli anni '50 - Graus Editore (2015) (Libro/DVD/Cd)
- Terra Viva - Self Distribuzione (2017) (Cd/DVD)

- Terra Viva 2.0 Album (2021)-Self Distribuzione

- Spettri (2022) singolo-Self Distribuzione
- Liberta' (2024) Singolo-Self Distribuzione
- Lara (2025) Singolo-Self Distribuzione